# Rupi's Dance
Rupi's Dance (2003) — четвертий студійний альбом Ієна Андерсона, виданий в 2003 році. Альбом був написаний приблизно в той самий час, коли був випущений свій сольний альбом «Stage Left» гітарист Jethro Tull Мартина Барре (Martin Barre). Він також передував альбому Jethro Tull «Christmas Album». Заключний бонус-трек цього альбому — це також початковий трек до «Christmas Album».

## Список композицій
1. «Calliandra Shade (The Cappuccino Song)» — 5:02
2. «Rupi's Dance» — 3:00
3. «Lost in Crowds» — 5:37
4. «A Raft of Penguins» — 3:34
5. «A Week of Moments» — 4:27
6. «A Hand of Thumbs» — 4:02
7. «Eurology» — 3:14
8. «Old Black Cat» — 3:40
9. «Photo Shop» — 3:20
10. «Pigeon Flying over Berlin Zoo» — 4:18
11. «Griminelli's Lament» — 2:56
12. «Not Ralitsa Vassileva» — 4:45
13. «Two Short Planks» — 4:00
14. «Birthday Card at Christmas» — 3:37

## Склад
- Ian Anderson — вокал, акустична гітара, бамбукова флейта, аккордеон, бас, перкусія
- Ossi Schaller — гітара
- George Kopecsni — гітара
- Laszlo Bencker — піаніно, Hammond B-3 organ, меллотрон, клавіши
- John O'Hara — аккордеон, клавіши
- Andrew Giddings — клавіши, бас
- David Goodier — бас гітара
- Leslie Mandoki — ударні, перкусія
- James Duncan — ударник
- The Sturcz String Quartet

Гості:
- Doane Perry — ударник на бонус треку
- Martin Barre — електрогітара на бонус треку